# Jabal Yibir
Jabal Yibir är ett berg i Förenade Arabemiraten.   Det ligger i emiratet Ras al-Khayma, i den nordöstra delen av landet, 220 kilometer nordost om huvudstaden Abu Dhabi. Toppen på Jabal Yibir är 1 527 meter över havet, eller 239 meter över den omgivande terrängen. Bredden vid basen är 4,5 km.
Terrängen runt Jabal Yibir är bergig åt nordväst, men åt sydost är den kuperad. Närmaste större samhälle är Dibba Al-Hisn, 14,7 kilometer öster om Jabal Yibir.
Trakten runt Jabal Yibir är ofruktbar med lite eller ingen växtlighet.  Trakten runt Jabal Yibir är ganska glesbefolkad, med 48 invånare per kvadratkilometer.